# Havfugle
Havfugle er fugle der er tilpasset marine miljøer. Der findes en stor variation med hensyn til levevis og udseende, men de har også mange ligheder, der skyldes konvergent evolution, hvor ens livsbetingelser leder til ens tilpasninger. De første havfugle udvikledes i kridttiden og de moderne familier i palæogen.
Havfugle lever længere, bliver kønsmodne senere, får færre unger og passer også deres unger i længere tid sammenlignet med andre fuglegrupper. De fleste havfugle yngler i kolonier hvis størrelse varierer fra blot nogle dusin til flere millioner individer. De er kendt for årligt at foretage lange træk som ofte krydser ækvator eller som går rundt om jorden. Føden finder de på havets overflade eller i selve havet. Havfugle kan leve meget kystnært og i visse tilfælde leve en stor del af tiden på land.
Forholdet mellem mennesker og havfugle har en lang historie. De har været bytte for jægere, vist fiskere frem til godt fiskevand og vejledt søfarere til land. Mange arter er truede af menneskelig aktivitet og meget er derfor sat i værk for at bevare dem.

## Afgrænsning
Der findes ingen klar definition af hvilke grupper og arter som er havfugle, og de fleste kriterier er mere eller mindre tilfældige. To forskere inden for området har sagt: "Det eneste fællestræk for havfugle er at de søger føde i saltvand, undtagen for dem der ikke gør." Af sædvane anses samtlige pingviner, stormfugle, sulefugle og pelikanfugle (bortset fra slangehalsfugle og hejrer) for havfugle. Desuden anses visse mågevadefugle som kjover, måger, terner og alkefugle som værende havfugle. Svømmesnepper bliver normalt også inkluderet blandt havfuglene, trods at de er vadefugle, eftersom to af de tre arter er marine i ni af årets måneder og krydser ækvator for at finde føde i pelagiske miljøer.
Lommer og lappedykkere som yngler i søer men overvintrer til havs, regnes oftest som vandfugle. Arter i ordenen andefugle kaldes normalt ikke for havfugle men i stedet for vandfugle, trods at flere arter, eksempelvis skalleslugere, er helt marine om vinteren.